# Erik von Roland
Erik von Roland, född 11 september 1675 i Stockholm, död 10 maj 1754 i Kärna församling, Östergötlands län, var en svensk ämbetsman.

## Biografi
Erik von Roland föddes 1675 i Stockholm. Han var son till borgaren och kryddkrämaren Roland Eliasson och Brita Ångerman. von Roland blev 5 november 1683 student vid Uppsala universitet och blev 1701 skrivare vid generalmajoren, greve Carl Gustaf Mörners kansli i Mitau. Han blev 1702 sekreterare vid svenska generalkrigskommissariatet i Kraków och 1710 fältsekreterare vid svenska armén i Skåne. von Roland fick 13 juni 1719 kunglig sekreterares rang och titel. Han adlades 13 juni 1719 under namnet von Roland och introducerades 1720 i Sveriges Riddarhus på nummer 1614. von Roland tog avsked 5 januari 1733 med kansliråds namn, heder och värdighet. Han avled 1754 på Tolefors och begravdes i Kärna kyrka.

### Egendom
von Roland ägde Tolefors i Kärna socken.

### Familj
von Roland gifte sig första gången 22 januari 1711 med Anna Maria Grevesmühl (1687–1715), dotter till handlanden Engelbrekt Grevesmühl och Ingrid Hansdotter Törn i Stockholm. De fick tillsammans barnen Ulrika von Roland (1712–1752) som var gift med statssekreteraren Samuel Klingenstierna och kaptenen Erik von Roland (1714–1775).
von Roland gifte sig andra gången 21 maj 1720 i Stockholm med Eva Christina von Stegling (1703–1754), dotter till kaptenen Joakim von Stegling och Christina Gyllenadler. De fick tillsammans sonen Carl Gustaf von Roland (1721–1730).